# Сарока, Антон Геннадьевич
Анто́н Генна́дьевич Саро́ка (бел. Антон Генадзевіч Сарока; род. 5 марта 1992, Минск) — белорусский футболист, нападающий.

## Карьера

### Клубная
Воспитанник минской футбольной школы «Смена». Выступал за молодёжные команды минского «Динамо», однако за основную команду матчей не провёл. В начале 2010 года, после успешного выступления за юношескую сборную Беларуси на мемориале Гранаткина в Санкт-Петербурге, был приглашен в казанский «Рубин». В сезоне 2010 выступал за дубль казанского клуба, после чего вернулся в Белоруссию: сезон 2011 провел в составе «Партизана-2».
В 2013 году, оставив «Рубин», стал игроком клуба «Городея». С течением времени утвердился в качестве основного нападающего команды. По итогам сезона 2015 помог клубу выйти в Высшую лигу. В сезоне 2016 дебютировал в Высшей лиге и стал одним из лучших бомбардиров «Городеи» в сезоне.
В декабре 2016 года подписал контракт с минским «Динамо». Сразу же стал игроком основы минчан. Свой первый гол за клуб забил футбольному клубу «Гомель» в матче 6 тура чемпионата Беларуси (1:0). Забил 12 мячей в 30 матчах чемпионата Беларуси, став лучшим бомбардиром команды.
В 2018 году Антона подписал бельгийский клуб «Локерен». Не смог закрепиться в стартовом составе команды, чаще выходил на замену или оставался на скамейке запасных.
В марте 2019 года перешёл в БАТЭ. Начинал сезон основным нападающим команды, однако позднее стал много пропускать из-за травм, с сентября и до конца сезона не появлялся на поле. 2020 год начинал с стартовом составе команды, однако с мая вновь выбыл из-за травмы, за основную команду сыграл только в ноябре. В 2021 году вышел на поле за БАТЭ только 2 марта в матче Суперкубка Белоруссии, после чего очередной раз выбыл из-за травмы. В июне контракт с борисовским клубом по соглашению сторон был расторгнут.
Вскоре после ухода из БАТЭ стал игроком гродненского «Немана», подписав контракт до конца сезона 2021. Не смог закрепиться в основном составе, только иногда выходил на замену. В январе 2022 года стало известно, что нападающий покидает гродненский клуб.
В феврале 2022 года присоединился к казахстанскому «Акжайыку», однако через несколько недель покинул клуб, так и не сыграв за него в официальных матчах. В марте 2022 года подписал контракт с дзержинским «Арсеналом».. В июне 2022 года покинул дзержинский клуб.
В конце июля 2022 года пополнил ряды «Островца». Дебютировал за клуб 14 августа 2022 года в матче против «Молодечно-2018». Дебютный гол за клуб забил 3 сентября 2022 года в матче против гомельского «Локомотива». В декабре 2022 года покинул клуб.
В марте 2023 года продлил контракт с «Островцом». В декабре 2023 года футболист покинул клуб, расторгнув контракт по соглашению сторон.

### В сборной
Играл за молодёжную сборную Белоруссии.
В мае 2017 впервые получил вызов в национальную сборную (на товарищескую игру против Швейцарии). Однако в расположение команды не прибыл, так как был призван на военные сборы в армии. Свой первый матч за сборную сыграл 31 августа 2017 против Люксембурга (0:1). Первый мяч за сборную забил в ворота команды Франции (1:2).

### Арест
В августе 2020 года был арестован на 7 суток за участие в акциях протеста.

## Достижения
Динамо (Минск)
- Серебряный призёр чемпионата Беларуси: 2017

БАТЭ
- Серебряный призёр чемпионата Беларуси (2): 2019, 2020
- Обладатель Кубка Беларуси (2): 2020, 2021